# Polveroso
Polveroso är en kommun i departementet Haute-Corse på ön Korsika i Frankrike. Kommunen ligger i kantonen Fiumalto-d'Ampugnani som tillhör arrondissementet Corte. År 2022 hade Polveroso 35 invånare.

## Befolkningsutveckling
Antalet invånare i kommunen Polveroso
Referens:INSEE